# Sainte Vérote

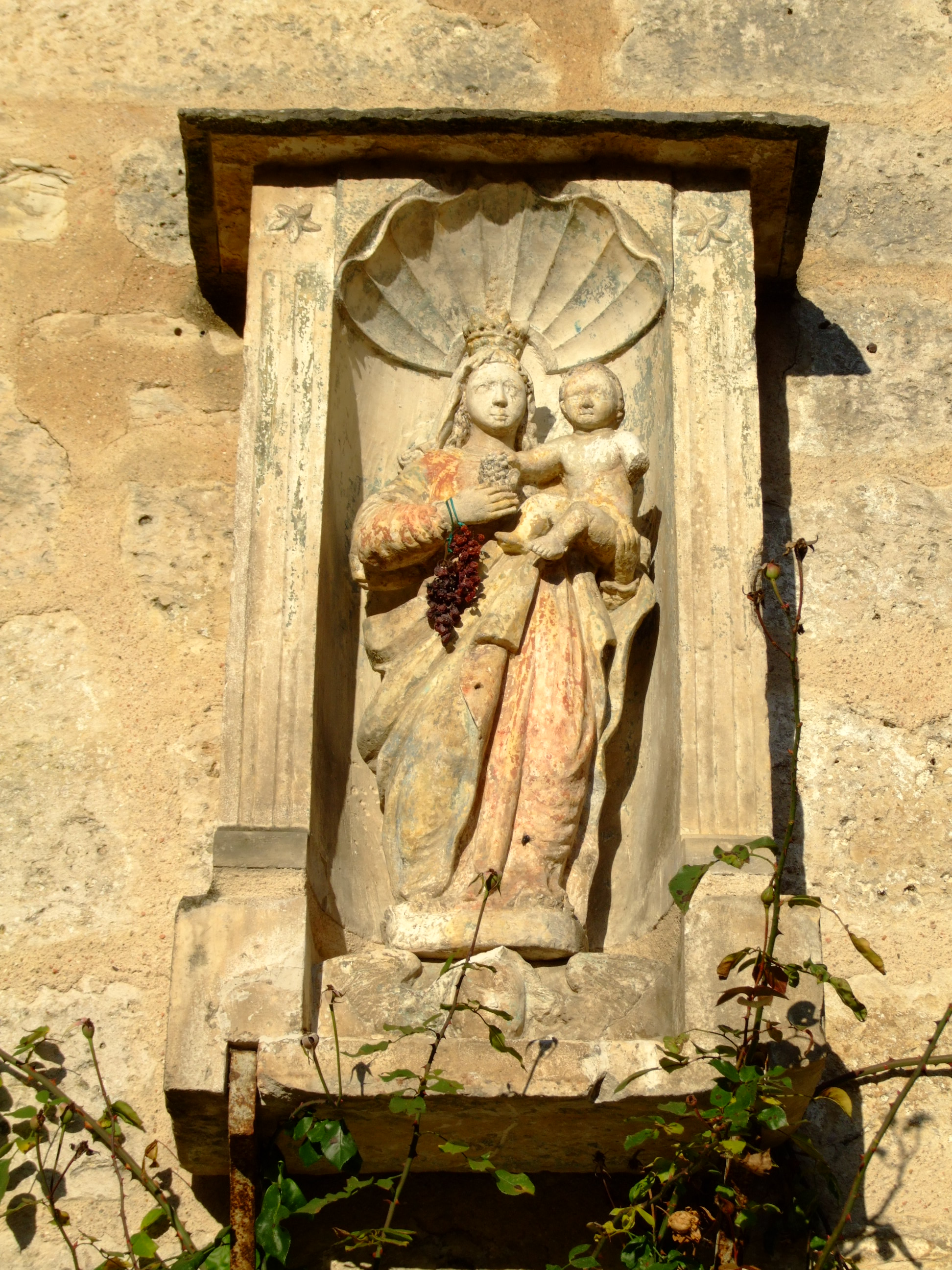
Statue de sainte Vérote à la porte de Tonnerre, à Noyers.

Sainte Vérote est une représentation locale de la Vierge Marie, en tant que protectrice des vignerons à Noyers-sur-Serein, une ville de l'Yonne d'ancienne tradition viticole. Elle doit son nom au « vérot », qui désigne une grappe de raisin vert. La statue de Sainte Vérote surmontant la porte de Tonnerre, au bout de la rue Franche est appelée la « Vierge au raisin ».
Chaque année, à l'occasion de la fête de l'assomption, le 15 août, a lieu une procession au cours de laquelle un vérot posé sur un coussin et un pressoir à vin sont transportés jusqu'à l'effigie de la Vierge au raisin.
La coutume veut que les jeunes femmes célibataires prient Sainte Vérote de leur trouver un mari. Les jeunes filles s'adressaient à elle en ces termes :
Notre-Dame de la voie de
[ Passy, 
Donnez-moi, s'il vous plait, un
[mari
Puceau comme je suis vierge,
Et je vous donnerai un cierge. 
Faites que ce soit bientôt,
Et je vous le donnerai bien gros.